# Ртутний термометр

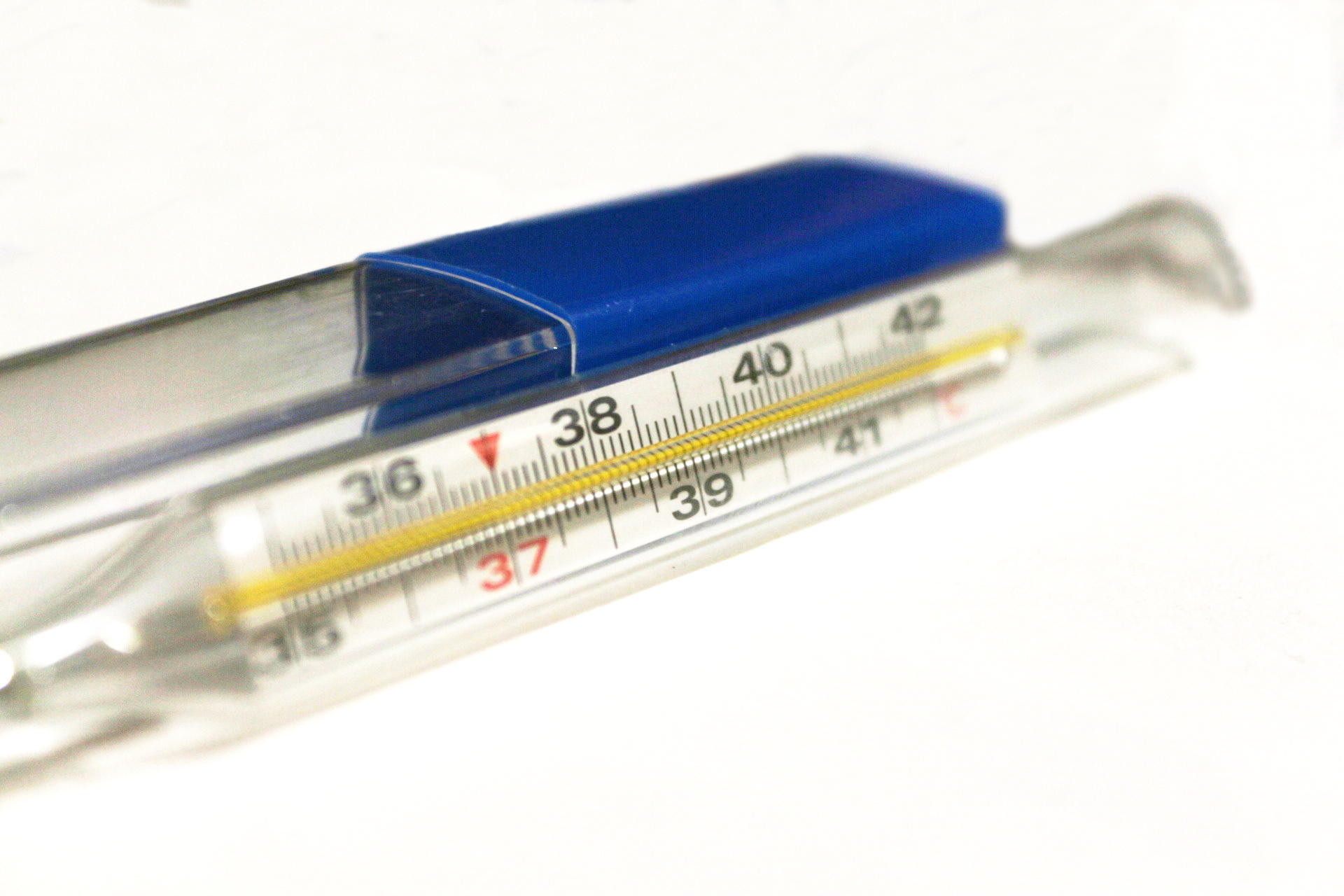
Медичний ртутний термометр

Ртутний термометр — прилад для вимірювання температури. Термометр складається з скляного резервуара, наповненого ртуттю, який переходить у
капіляр, скляної шкали з поділками та скляної захисної трубки. Створив у 1714 році німецький фізик Фаренгейт.

## Принцип роботи
Вибір ртуті як рідини для вимірювання температури пов'язаний з тим, що хімічно чиста ртуть у рідкому стані перебуває у широкому діапазоні температур, не змочує скло і її легко отримати в чистому вигляді. Проте через відносно малий температурний коефіцієнт об'ємного розширення капіляри у термометрах повинні бути дуже тонкими.
Вимірювання температури здійснюється досягненням термодинамічної рівноваги термометра з об'єктом вимірювання. Із підвищенням температури ртуть піднімається по капіляру, сили тертя не заважають підняттю ртуті. При зниженні температури ртуть зменшується в об'ємі, але оскільки сили молекулярного зчеплення значно менші, ніж сили тертя, тому відбувається «розрив» ртуті, верхня частина стовпчика ртуті залишається на місці, показуючи найвищу температуру. Щоб термометр можна було використати для наступних вимірювань його струшують, тримаючи резервуаром донизу, щоб вся ртуть зібралася в ньому.

## Межі та точність вимірювання

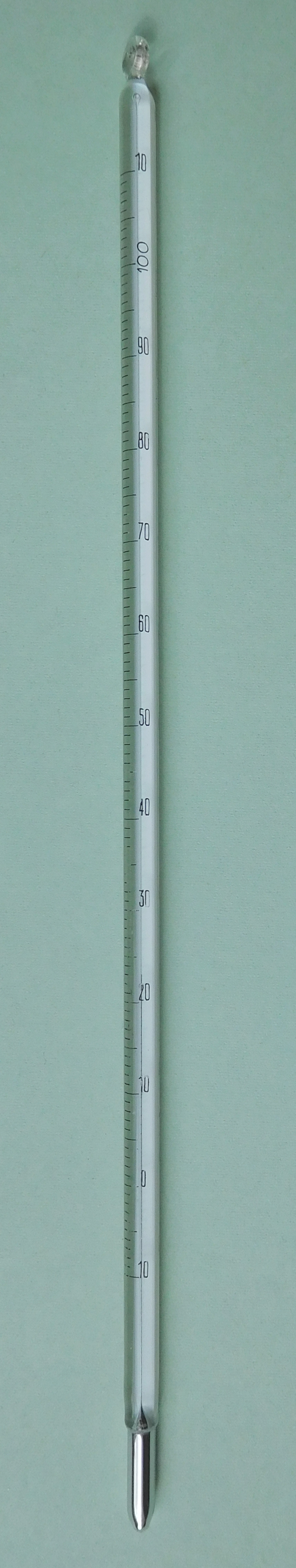
Лабораторний термометр для вимірювання температур від –10 °C до 110 °C

Межі температур, які можна виміряти знаходяться від -35° С (температура переходу ртуті у твердий стан) до +600° С (температура міцності скла). Оскільки температура кипіння ртуті за атмосферного тиску значно менша верхньої межі, то для того щоб виміряти вищі температури, верхню частину капіляра заповнюють інертним газом під тиском до 3 МПа (30 кгс/см²).
Ртутні термометри при відносно низьких температурах забезпечують високу точність вимірювань. Але при вимірюванні температур, близьких до верхньої межі виміру, скляний капіляр не зразу ж набуває початкових розмірів, тому точність наступного вимірювання може бути недостовірною.

## Переваги і недоліки ртутних термометрів
Ртутні термометри використовуються тривалий час через високу точність виміру, простоту і дешевизну.
Недоліками є те, що вони мають відносно погану видимість шкали, неможлива передача показань на відстань і тому не можна здійснювати автоматичну реєстрацію показань. Також термометри на практиці не ремонтуються, для отримання результатів потрібен час (для медичних до 8 хв).
Проблемою при вимірюванні може бути те, що є різні види їх градуювання. Один вид передбачує градуювання при повному зануренні термометра у вимірювальне середовище, а інший — часткове занурення. Тому можлива похибка вимірювання, якщо воно здійснюється в умовах, відмінних від умов градуювання, зокрема може бути різне часткове занурення.

## Заборона ртутних термометрів
Оскільки ртуть є небезпечною речовиною, то у світі приймаються закони про обмеження на її використання. Дуже значна частина ртуті використовується для виготовлення термометрів. У США з 2002 року заборонене виготовлення ртутних термометрів, Європейський Союз у 2007 році заборонив на своїй території виготовляти і продавати неелектричні прилади, що містять ртуть. Мінаматська конвенція про ртуть, прийнята 2013 році, передбачає зокрема заборону виготовлення ртутних термометрів.